# Henni Lehmann
Henni Lehmann, née Henriette Straßmann le 10 octobre 1862 à Berlin, morte le 18 février 1937, est une peintre et autrice allemande engagée politiquement et socialement. Elle fonde en 1919 à Hiddensee le Hiddensoer Künstlerinnenbund, qu'elle dirige avec Clara Arnheim et Elisabeth Büchsel. Persécutée à l'époque nazie, elle se suicide en 1937.

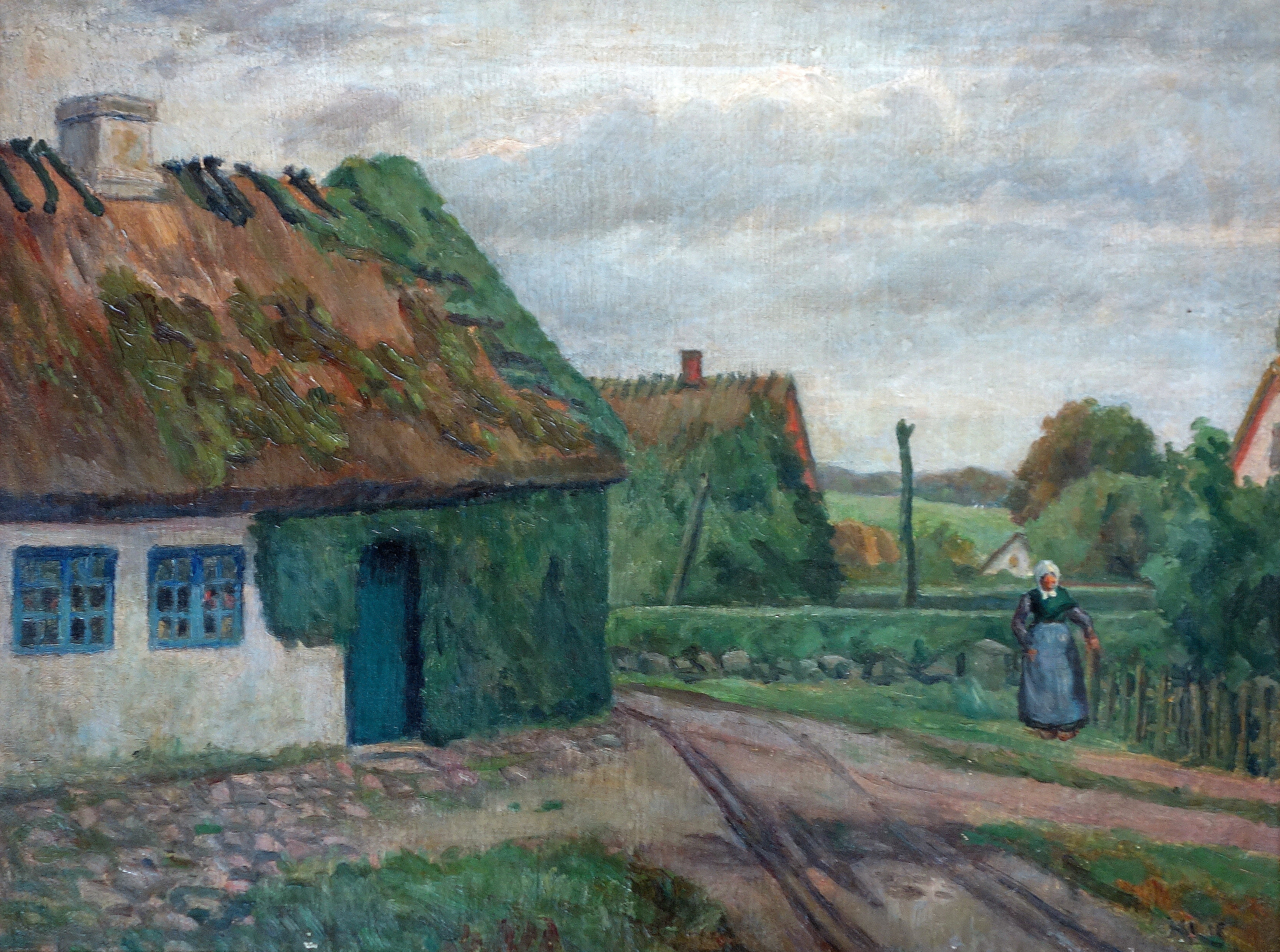
Bäuerin auf der Straße in Kloster (Hiddensee)

## Biographie
Henni Lehmann est issue d'une famille juive de Berlin. Son père, Wolfgang Straßmann (de), est conseiller municipal libéral à Berlin de 1862 à 1885 et membre de la Chambre des représentants de Prusse. Après avoir étudié à l'École royale des beaux-arts de Berlin (de), elle épouse Karl Lehmann en 1888, qui avait également des racines juives. Tous les deux se convertissent au protestantisme après leur mariage. Le couple déménage à Rostock. Leurs deux enfants Karl Lehmann(-Hartleben) et Eva Fiesel, deviendront archéologues. À partir de 1907 la famille Lehmann possède une maison de vacances dans le village de Vitte sur l'île de Hiddensee. La famille vit successivement à Göttingen à partir de 1911 puis à Weimar en 1918 après le décès du mari.

### Engagement social
Henni Lehmann est présidente de l'Association des femmes de Rostock. Pendant la République de Weimar, elle est proche des sociaux-démocrates et s'occupait du bien-être des travailleurs. Elle écrit des romans socialement engagés et donne des conférences. Elle prend également position contre l'antisémitisme.
Pendant la première guerre mondiale elle dirige au sein du service patriotique de secours la section féminine locale de Göttingen.

### Hiddensee
À partir de 1907 la famille passe ses vacances sur l'île de Hiddensee. Henni Lehmann s'engage pour améliorer les conditions de vies sur l'île. Elle compte parmi les fondateurs de la Société coopérative d'armateurs en 1909. En 1913 elle fait un don pour la construction d'un centre médical, et en 1914 elle appartient au confateurs et premiers membres du CA de l'association de protection de la nature et de vie locale de Hiddensee.

## Publications
- (de) Das Kunst-Studium der Frauen, Leipzig, Deutsche Nationalbibliothek, 2021 (1re éd. 1913)
- (de) Es singt das Meer : Sonette und Terzinen, Dresden, Neisse-Verl, 2014, 105 p. (ISBN 9783862761500)
- (de) Die Frauen aus dem Alten Staden Nr. 17, Dresden, Neisse-Verl, 2015, 159 p. (ISBN 9783862761265)